# Mycetophila ornata
Mycetophila ornata är en tvåvingeart som beskrevs av Stephens 1829. Mycetophila ornata ingår i släktet Mycetophila och familjen svampmyggor. Arten är reproducerande i Sverige. Inga underarter finns listade i Catalogue of Life.